# Kwanza
Kwanza (također Cuanza, Coanza, Quanza ili Kuanza) rijeka je u Angoli koja se ulijeva u Atlantski ocean 60 km južno od glavnog grada Luande.
Po rijeci Kwanzi nazvane su dvije pokrajine u Angoli: Sjeverna Kwanza (Cuanza Norte), koja leži na sjevernoj obali rijeke, i Južna Kwanza (Cuanza Sul), koja leži na južnoj obali. Kvanza, naziv službene valute Angole, također potječe od imena rijeke.
Rijeka je plovna 150 milja u svojem donjem toku i postala je važnim izvorom električne energije nakon izgradnje brane Capanda (završene 2004.), a voda iz rijeke služi i za napajanje okolnih poljoprivrednih površina.
Rijeka Kwanza služila je portugalskim kolonizatorima kao put za istraživanja i osvajanja sjevernih dijelova Angole tijekom povijesti.

## Vanjske poveznice
|  | Zajednički poslužitelj ima još gradiva o temi Kwanza |